# جيمي آدامز
جيمي آدامز (بالإنجليزية: Jimmy Adams)‏ (2 أغسطس 1937 بستوك أون ترينت في المملكة المتحدة - 30 ديسمبر 2005 بستوك أون ترينت في المملكة المتحدة) هو لاعب كرة قدم بريطاني في مركز الظهير. لعب مع بورت فايل وماكليسفيلد تاون ونادي كرو ألكساندرا.